# (27440) Colekendrick
(27440) Colekendrick est un astéroïde de la ceinture principale d'astéroïdes.

## Description
(27440) Colekendrick est un astéroïde de la ceinture principale d'astéroïdes. Il fut découvert le 29 mars 2000 à Socorro (Nouveau-Mexique) par le projet LINEAR. Il présente une orbite caractérisée par un demi-grand axe de 2,61 UA, une excentricité de 0,17 et une inclinaison de 4,4° par rapport à l'écliptique.

## Compléments